# Великая перестройка
Великая перестройка (англ. Great Rebuilding) — период, характеризовавшийся значительным изменением характера сельской застройки в Англии и Уэльсе. Термин «великая перестройка» был введен ландшафтным историком Уильямом Хоскинсом (англ. William George Hoskins). По Хоскинсу, хронологические рамки «великой перестройки» охватывали период с середины XVI века по 1640-е годы. Хопкинс связывал «великую перестройку» с экономическим развитием Англии в этот период. Архитектурный историк Роберт Брёнскилл (англ. Ronald Brunskill) соглашался с идеей «великой перестройки», но уточнял хронологические и региональные границы этого явления. По его мнению, «великая перестройка» в первую очередь произошла в Юго-Восточной Англии, позднее — в Юго-Западной Англии и Корнуолле, примерно в 1670—1720 годах в Северной Англии, и ещё позднее — в Уэльсе.
Основными признаками «великой перестройки» были следующие: строительство стен из кирпича взамен дерева и фахверковым конструкциям, замена открытого очага (отопления по-чёрному) камином с дымовой трубой, начало использования оконного стекла, специализация помещений, то есть замена одного мультифункционального центрального зала специализированными помещениями (отдельными комнатами, кухней, и т. д.).

## Примеры
Дом Little Moreton Hall в Конглетоне был построен в начале XVI века. Он в основном соответствует канонам средневековой архитектуры и, таким образом, относится к периоду до великой перестройки. В то же время дом имеет некоторые особенности, характерные для великой перестройки, такие как наличие камина.

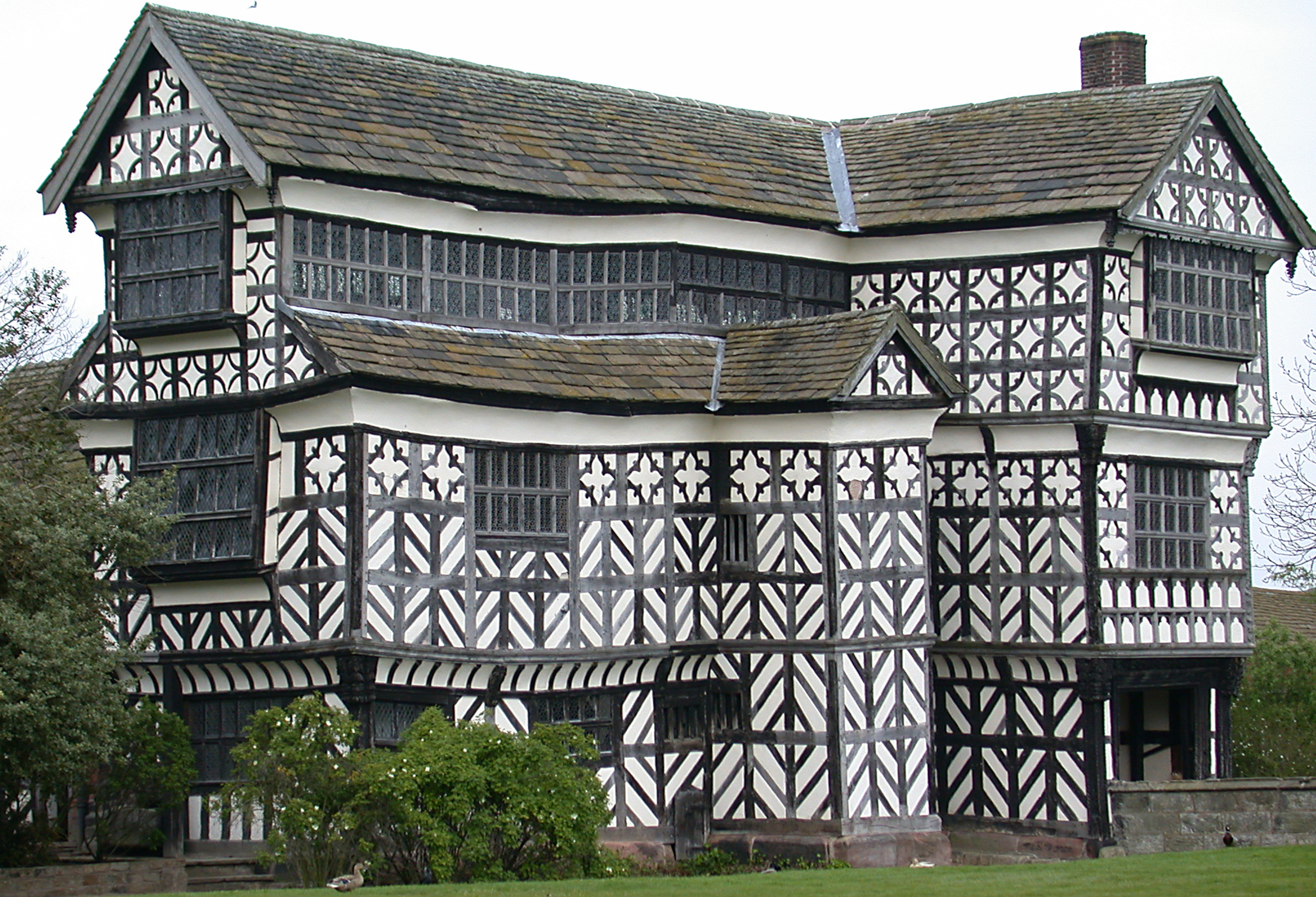
Общий вид. Фахверковая конструкция
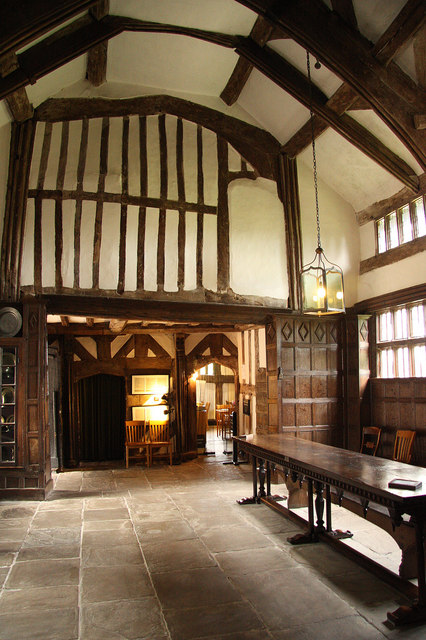
Главный зал, характерное помещение периода до великой перестройки
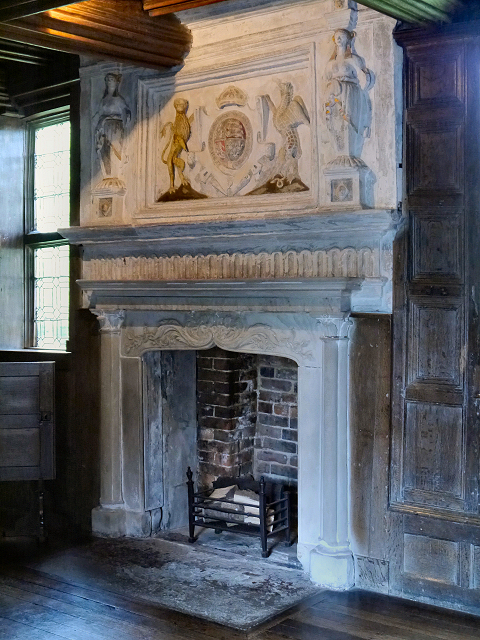
Камин, характерный элемент периода великой перестройки

Два коттеджа по улице Dennis Street, 26 и 28 в деревне Хагглскот, Лестершир, были построены в 1583 году и расширены в 1761 году. Старая часть 1583 года имеет фахверковую конструкцию и относится к начальному периоду великой перестройки. Часть 1761 года была построена из кирпича. В момент её постройки период великой перестройки уже близился к завершению.

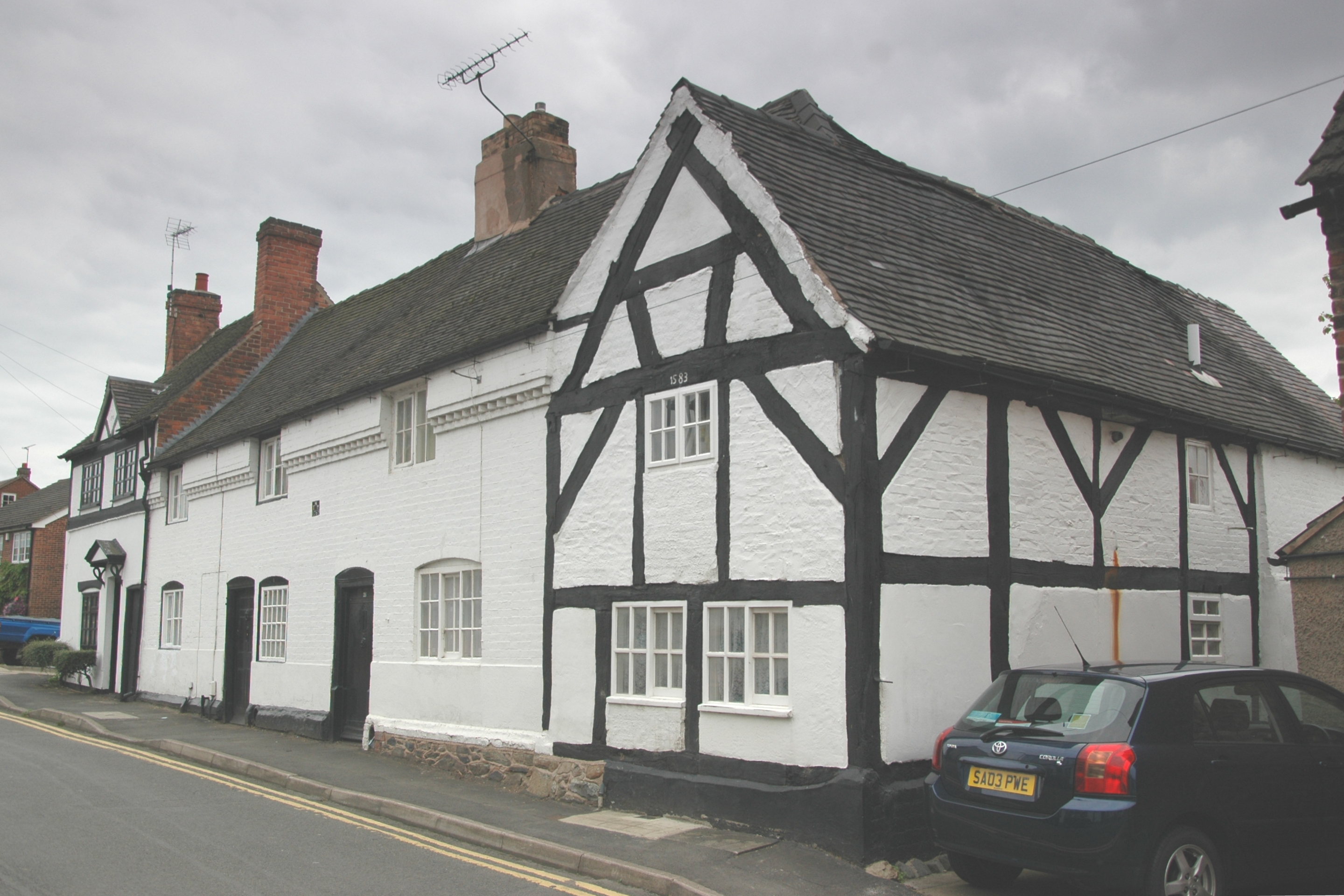
Старая часть (справа), пример застройки времен начала великой перестройки, фахверк; новая часть (слева), пример застройки времен окончания великой перестройки, кирпич